# Rio Beriengas
Rio Beriengas är ett periodiskt vattendrag i Brasilien.   Det ligger i delstaten Piauí, i den östra delen av landet, 1 200 km nordost om huvudstaden Brasília.
Omgivningarna runt Rio Beriengas är huvudsakligen savann. Runt Rio Beriengas är det glesbefolkat, med 15 invånare per kvadratkilometer.